# Очин-Плещеев, Никита Иванович
Никита Иванович Очин-Плещеев (ум. 1594) — русский военный и государственный деятель, окольничий и воевода в царствование Ивана Грозного и Фёдора Иоанновича, четвертый (младший) сын воеводы Ивана Григорьевича Очина-Плещеева.

## Служба при Иване Грозном
В 1548 году Никита Иванович Очин-Плещеев упоминается в чине свадьбы удельного князя Юрия Васильевича Углицкого (младшего брата Ивана Грозного): «со княининым зголовьем шел». В 1558 году «годовал» на воеводстве в Темникове. В 1562 году — воевода в Смоленске, откуда ходил в составе сторожевого полка во главе с царевичем Бек-Булатом «в литовскую землю». В 1564 году — наместник в Почепе, затем был послан на воеводство в Керепеть.
В 1569 году — воевода «из опричнины» под Изборском. В 1574 году находился на воеводстве в Туле. В августе 1576 году был послан с полком левой руки в Каширу «по крымским вестем», откуда в сентябре был переведён в Зарайск «по вестем, как приходили воинские люди к Новугородку к Северскому и на орельские места, а иные на темниковские места».
Летом 1577 года Никита Иванович Очин-Плещеев находился в Серпухове среди прочих воевод под командованием боярина князя Ивана Фёдоровича Мстиславского, а осенью был послан первым воеводой в Новосиль.
В 1578 году — первый воевода в Кукейносе, откуда был переведён во Псков, где выдержал с воеводой князем Петром Ивановичем Шуйским всю осаду города польско-литовской армией Стефана Батория. В 1582 году — второй воевода полка правой руки в Тарусе. В 1583—1584 годах — воевода в Смоленске.

## Служба при Фёдоре Иоанновиче
В 1586 году воевода Никита Иванович Очин-Плещеев был послан из Серпухова «на берег», в Алексин, «по татарским вестем» с полком правой руки под начало к воеводе князю Ивану Ивановичу Голицыну. Тогда же он заместничал с князем Фёдором Андреевичем Ноготковым. «И государь царь и великий князь Федор Иванович всеа Русии приказал челобитье его записать, а что им быти по росписи, а как служба минетца, и ему на князя Федора суд дати, Микита того государева… указу не послушал, и мимо государев указ списков (подчиненных ему голов и детей боярских) не взял. А как пришли на государевы украины крымские и ногайские люди с тритцать тысяч и больши, и они в те поры местничатца почели мимо государев указ и тем государеву делу и земскому поруху чинят… да велено их за то посадить в турьму на день да на ночь, Ивана (Бутурлина, второго воеводу полка правой руки, также местничашего с князем Фёдором Ноготковым) в Олексине, а Микиту в Серпухове, а вынев ис тюрмы, велети им быти по росписи».
В декабре 1586 года с Н. И. Очином-Плещеевым местничали воевода передового полка князь Фёдор Иванович Хворостинин и воевода сторожевого полка князь Василий Муса Петрович Туренин. В октябре 1587 года «по черниговским вестям, что крымской царь пришол на литовские места», Никита Очин-Плещеев был прислан с большим полком в Серпухов. Тогда же с ним местничал воевода передового полка из Алексина князь Василий Дмитриевич Хилков.
В 1588 году — второй воевода полка правой руки «на берегу», в Алексине. Тогда же местничал с воеводой большого полка Фёдором Бутурлиным. Осенью был отправлен большим полком в Серпухов после ухода «болших» воевод в Москву. В это же время с ним заместничал воевода передового полка из Алексина князь Михаил Фёдорович Гвоздев-Ростовский.
В 1588 году Никита Иванович Очин-Плещеев был пожалован в окольничие. Осенью 1589 года командовал большим полком на южнорусской границе. Зимой 1589/1590 года ходил вторым воеводой сторожевого полка в царском походе против шведского короля Юхана III Вазы. Тогда же местничал с воеводой полка правой руки князем Петром Буйносовым-Ростовским. В свою очередь, с ним местничал окольничий и воевода полка левой руки князь Фёдор Иванович Хворостинин. Осенью 1590 года стоял «на берегу» в Алексине.
В 1591 году воевода Никита Иванович Очин-Плещеев командовал передовым полком при отражении нашествия крымского хана Гази Герая Боры на Москву и за отличие в сражении получил полуторный золотой угорский. В том же 1591 году водил передовой полк в Калугу и получил в награду за службу шубу и был отправлен с полком правой руки в Алексин. В январе-феврале 1592 года участвовал в походе русской армии на шведские владения в Южной Финляндии. В 1593 году — второй воевода передового полка в Калуге.
В 1593 году постригся в монахи с именем Никанора и вскоре умер.
Окольничий и воевода Никита Иванович Очин-Плещеев скончался, не оставив после себя потомства, его жена Елена умерла до 1603 года.